# Torvaianica
Torvaianica (scritta anche Torvajanica o Tor Vaianica) è una frazione di 17 000 abitanti del comune di Pomezia, nel Lazio, nota per essere un'importante località balneare del litorale romano, sviluppatasi a partire dagli anni '50 del Novecento. Estesa per circa 8,5 km, tra Ostia e Marina di Ardea, su questi lidi, secondo la leggenda, millenni fa sbarcò Enea lungo le rive del fiume Numicus, come narrato da Virgilio nell'Eneide.

## Storia
Su questi lidi, secondo la leggenda, nel II millennio a.C. sbarcò Enea sulla foce del fiume Numicus oggi identificato con il Fosso di Pratica, come narrato da Virgilio nell'Eneide; quest'origine mitologica sembrerebbe confermata dai vicini ritrovamenti dell'area archeologica dell'antica Lavinium,oltre che dai resti rinvenuti a poca distanza dalla costa, del santuario del Sol Indiges e dell'area abitativa ad esso connessa..

La fossa Valanicum era nota già nell'VIII secolo quando facente parte della Massa Fonteiana, venne concessa in affitto da papa Gregorio II dicendola non lontana dal Campus Veneris, dove sorgeva il tempio ed il borgo di Aphrodisium, che Antonio Nibby localizzò a Campo Jemini..
I primi nuclei di abitanti si hanno negli anni venti del 1900, quando sulla costa approdarono famiglie di pescatori provenienti da Minturno, inizialmente stagionali, alle quali poi negli anni trenta e quaranta si unirono i coloni giunti al seguito della bonifica dell'agro pontino.
Durante la seconda guerra mondiale, subi diversi bombardamenti che causarono tra l'altro la distruzione della Torre del Vajanico.
Negli anni cinquanta ci fu un notevole incremento turistico, soprattutto in conseguenza del Caso Montesi del 1953, che ebbe l'apice negli anni sessanta. È proprio a quegli anni che risale il vero e proprio sviluppo economico della zona, che doveva svilupparsi come la località balneare elegante di Roma: l'eccessiva urbanizzazione, che non ha seguito alcun piano regolatore, né alcun criterio di valorizzazione della bellissima spiaggia, ha avuto come principale direttrice la strada litoranea (tanto che se la costa è lunga circa 8,5 chilometri, le abitazioni per la maggior parte non si estendono verso l'interno che per mezzo chilometro) e ha di fatto posto le premesse per la successiva decadenza del litorale, che è andato via via svuotandosi diventando di fatto una meta turistica popolare.
Il punto più basso si è raggiunto negli anni ottanta e novanta, quando gli abitanti stanziali non superavano le 5.000 unità, e gli alloggi, non più mantenuti e lasciati andare in decadenza, erano affittati ai primi stranieri provenienti dall'Europa dell'est (soprattutto russi). Negli ultimi anni, Torvaianica sta vivendo un periodo di ripopolamento, anche dovuto al fenomeno di trasferimento delle giovani coppie dalla vicina Roma, dove spesso i prezzi per le abitazioni sono proibitivi.
Durante l'inverno del 2023-24 la costa laziale tra Ostia ed Anzio è stata colpita da intensi fenomeni temporaleschi, accompagnati da forti mareggiate che hanno comportato notevoli danni economici in tutta la zona. A Torvaianica sono risultati particolarmente colpiti gli stabilimenti balneari, come le strutture pubbliche prospicienti il mare. 

### Origine del nome

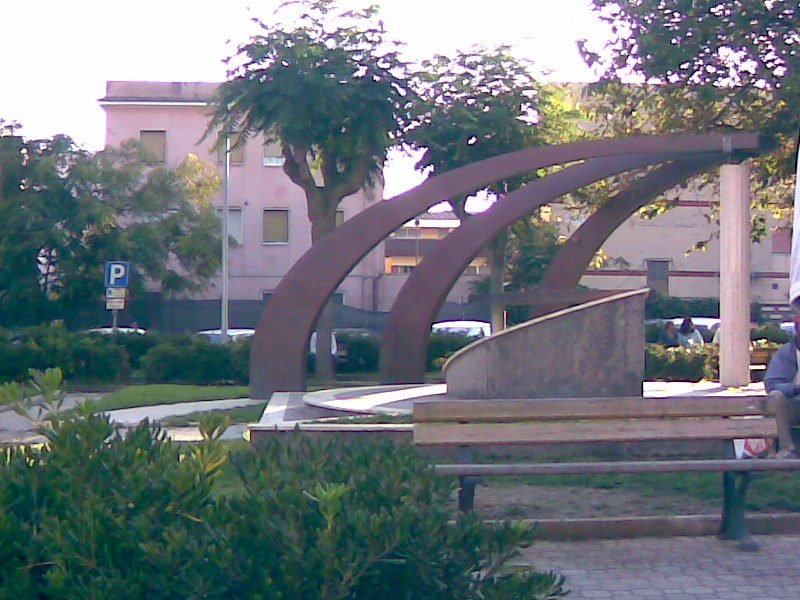
Monumento ai caduti per la pace nei giardini pubblici di Piazza Italia

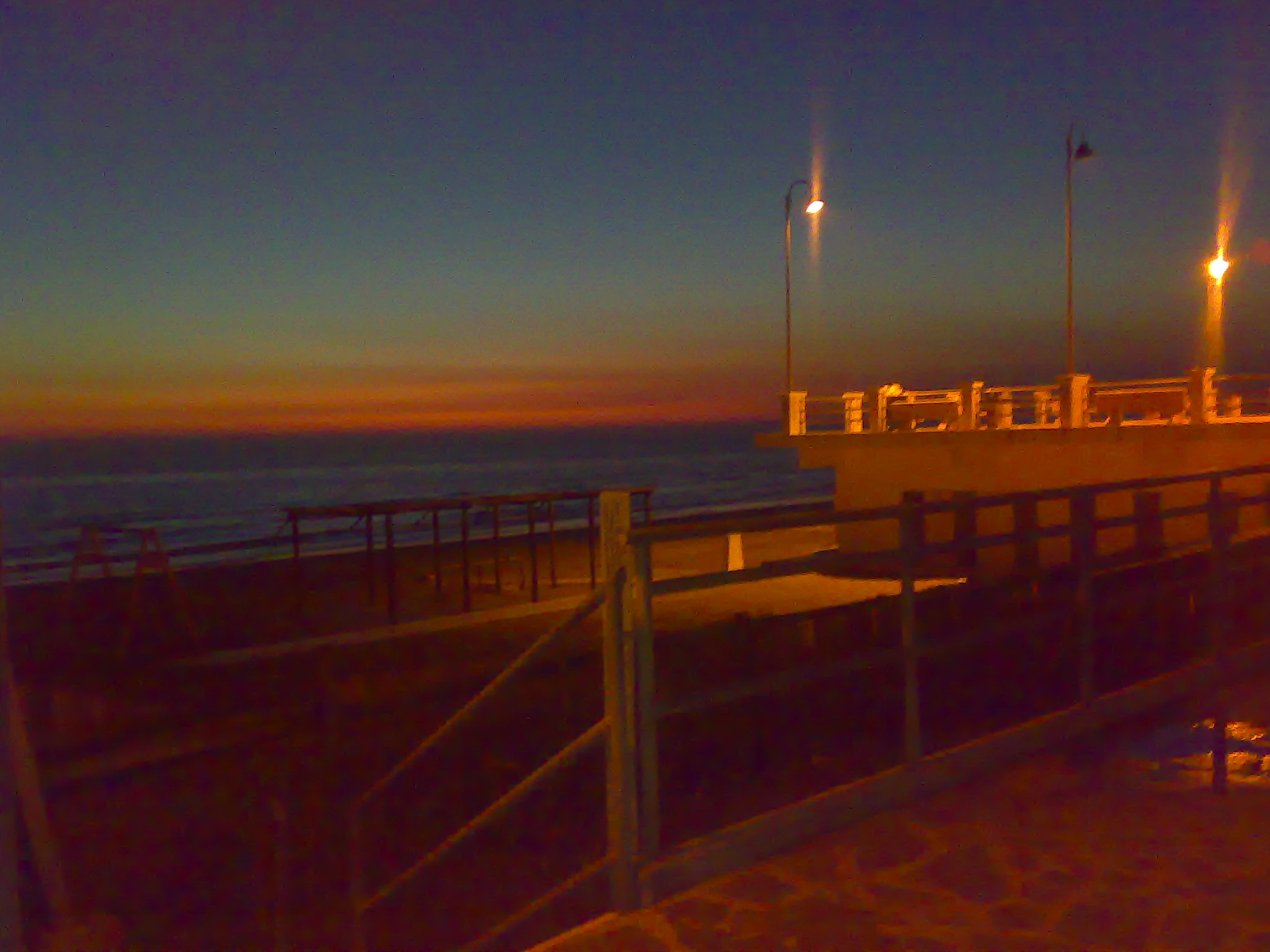
Vista sul mare dalla passeggiata sul lato sinistro

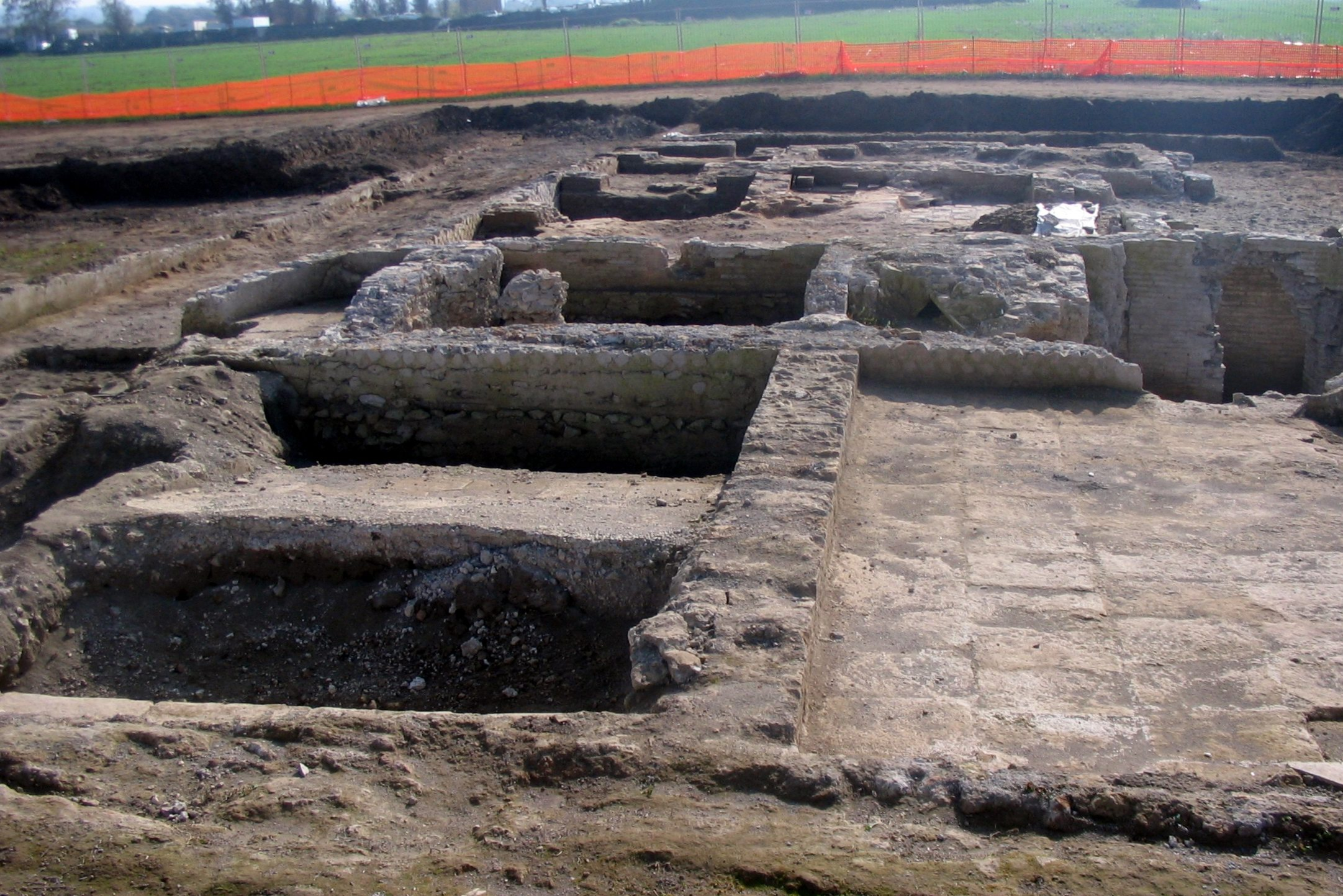
Scavi della villa romana

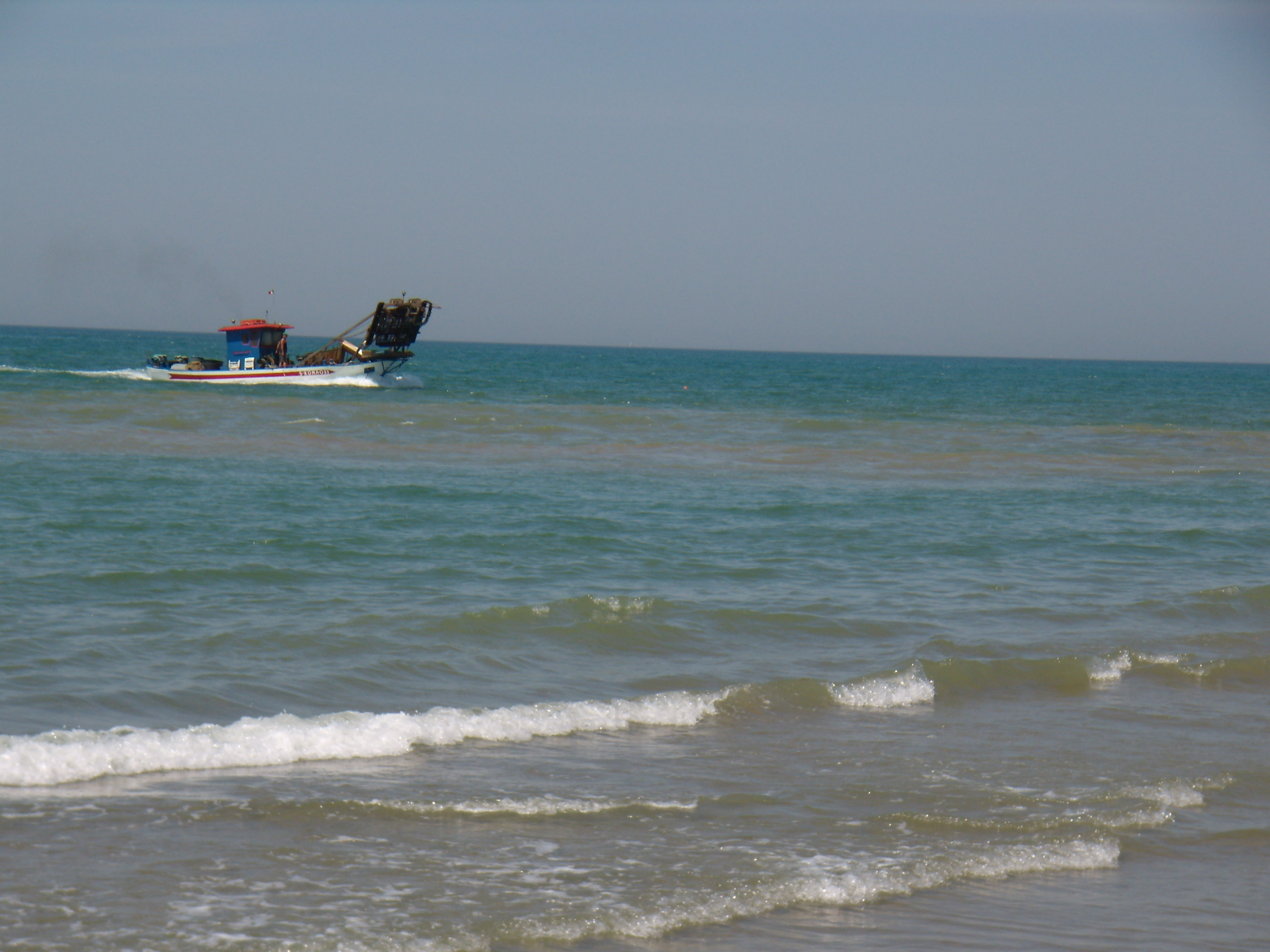
Pescatori di Torvaianica

Il nome deriva dalla torre del Vajanico (dal latino balanus, ghianda), fatta costruire nel 1580 per difendere l'entroterra dalle incursioni dei pirati saraceni.. I primi nuclei di abitanti si hanno negli anni venti del 1900, quando sulla costa (vicino alla torre) approdarono le prime famiglie di pescatori. La torre fu resa inutilizzabile dai tedeschi durante la loro ritirata nella seconda guerra mondiale e fu successivamente demolita alla fine degli anni '60.

## Monumenti e luoghi d'interesse

### Architetture religiose
- Parrocchia Beata Verine Immacolata
- Parrocchia Regina Mundi
- Chiesa Santa Maria dell'Annunciazione al Villaggio Laurentum

### Aree Naturali
Dune di Torvaianica
Secche di Tor Paterno

### Siti archeologici
Nel 2006, in via Siviglia, sono stati ritrovati casualmente i resti di un'antica villa romana.

## Istruzione

### Musei
Museo del selfie, all'interno dello Zoomarine.

## Cultura

### Feste
Festa dell'Assunta; principale festività ldi Torvaianica, celebrata il 15 agosto  con una suggestiva processione di barche in mare in mare. Il passaggio del simulacro della Madonna, è seguito sulle spiagge da migliaia di persone, con gli stabilimenti balneari organizzano spettacoli pirotecnici quando il corteo di barche li raggiunge.
Sagra del Torvicello, ched prende spunto da un piatto creato a Torvaianica; spaghetti alla chitarra artigianali di farro e farina integrale, conditi con pomodoro e alici ambedue freschi, finocchiella, basilico e pecorino romano.

## Economia
L'economia di Torvaianica è quasi interamente legata al settore turistico; nel periodo estivo è affollata da famiglie romane, a cui i ristoratori, gli stabilimenti balneari e i negozianti offrono i loro servizi. Inoltre è qui situato da molti anni un parco divertimenti, luogo di svago molto affollato d'estate e durante i festeggiamenti del carnevale, con attrazioni soprattutto per i bambini, ma non solo.
Tradizionale è ormai l'organizzazione di un evento turistico estivo, la frequente presenza di circhi o altri spettacoli itineranti. 
Nel 2005 a Torvaianica è stato aperto il parco acquatico Zoomarine. L'attrazione ha richiamato e sta richiamando migliaia di visitatori da tutta Italia.
Sopravvive la tradizionale attività dei pescatori, che però soffre da sempre della mancanza di un porto per la ventina di piccoli pescherecci, costretti ancora a sostare sulla battigia, nonostante le numerose promesse e progetti delle amministrazioni che si sono alternate negli anni.

## Sport

### Calcio
Il calcio si svolge al City Sport Center di Via Zara, dove attualmente gioca il Città di Pomezia (Prima Categoria). Allo Stadio Comunale di Pomezia gioca invece il Football Club Torvajanica (Prima Categoria).

### Pallacanestro
Una disciplina con una lunga ed importante tradizione sportiva è la pallacanestro: il Basket Torvaianica (con gli storici colori sociali gialloblù, tipici delle squadre sportive locali), fondato nel 1974, è il gruppo sportivo locale in attività più antico e longevo ed oltre ad avere come sua caratteristica quella di formare grintose e vincenti squadre giovanili, ha partecipato più volte anche a campionati di Serie C.. Il campo di gioco è il Palazzetto dello Sport "Enea", di via Levante.

### Rugby
Dal 1996 è attivo il Torvaianica Rugby, squadra militante in Serie C, che attualmente gioca presso il Centro "Cavallino Verde", ad Ardea.

### Pallanuoto
La squadra Onda Blu di Torvainica partecipa ai campionati regionali giovanili.
Tennis
Il torneo ideato da Ugo Tognazzi nel 1965,continuò a svolgersi per ben 25 edizioni, attirando orde di curiosi che si litigavano un posto in tribuna per assistere a sfide improbabili: chi c’era ricorda le solenni arrabbiature di Renato Rascel col suo occasionale compagno di doppio, i “volè” di Ugo Tognazzi in gonnellino e parrucca in coppia con Paolo Villaggio, i pittoreschi insulti di Alessandro Haber agli avversari, i lamenti di Franco Interlenghi, la preparazione atletica di Vittorio Gassman e Giuliano Gemma e il tennis approssimativo di Michele Placido.